# Мегді Кулі Гедаят
Мегді Кулі Гедаят (перс. مهدیقلی هدایت; 1863 — 21 вересня 1955) — іранський політик, губернатор Тебриза, міністр юстиції та прем'єр-міністр країни.